# Gonzalo Garrido
Gonzalo Andrés Garrido Zenteno (* 2. September 1973 in Concepción) ist ein chilenischer Radrennfahrer.
Gonzalo Garrido gewann 2002 eine Etappe bei der Vuelta Ciclista de Chile. Im nächsten Jahr wurde er chilenischer Meister im Straßenrennen. 2006 gewann er mit seinem Team Lider Presto das Mannschaftszeitfahren bei der Vuelta Ciclista Lider al Sur, eine Etappe bei der Vuelta a Sucre und er wurde wieder nationaler Meister. Im nächsten Jahr war er wieder mit seiner Mannschaft bei der Vuelta Lider al Sur erfolgreich und er konnte seinen Meistertitel verteidigen. Außerdem gewann Garrido die zweite Etappe bei Ascensión a los Nevados de Chillán. Bislang folgten dem weitere nationale Meistertitel und Etappensiege bei der Chile-Rundfahrt sowie Erfolge bei anderen südamerikanischen Rennen.

## Erfolge
2000
- eine Etappe Vuelta Ciclista de Chile

2001
- Bergwertung Vuelta Ciclista de Chile

2002
- eine Etappe Vuelta Ciclista de Chile

2003
- Chilenischer Meister – Straßenrennen

2006
- Mannschaftszeitfahren Vuelta Ciclista Lider al Sur
- Chilenischer Meister – Straßenrennen

2007
- Chilenischer Meister – Straßenrennen
- Mannschaftszeitfahren Vuelta Ciclista Lider al Sur

2011
- Gesamtwertung Vuelta Ciclista de Chile
- Chilenischer Meister – Einzelzeitfahren
- Chilenischer Meister – Straßenrennen
- Prolog und Gesamtwertung Vuelta a Chihuahua

2012
- Mannschaftszeitfahren Vuelta Chile
- Sieger Bergwertung Vuelta Chile
- eine Etappe Vuelta a Costa Rica

2015
- Chilenischer Meister – Straßenrennen

## Teams
- 2011 TBanc-Skechers
- 2012 Clos de Pirque-Trek
- 2013 Clos de Pirque-Trek
- 2014 Bontrager Sirinio
- 2015 Club Deportivo Phoenix Team